# Альберто Джилардіно
Альбе́рто Джиларді́но (італ. Alberto Gilardino; нар. 5 липня 1982, Б'єлла) — італійський футболіст, нападник. Виступав за клуби «Мілан» та «Фіорентіна», а у складі збірної Італії став чемпіоном світу 2006 року. По завершенні ігрової кар'єри — футбольний тренер.

## Клубна кар'єра
Вихованець футбольної школи клубу «П'яченца». Дорослу футбольну кар'єру розпочав 1999 року в основній команді того ж клубу, в якій провів один сезон, взявши участь у 17 матчах чемпіонату.
Протягом 2000—2002 років захищав кольори команди клубу «Верона».

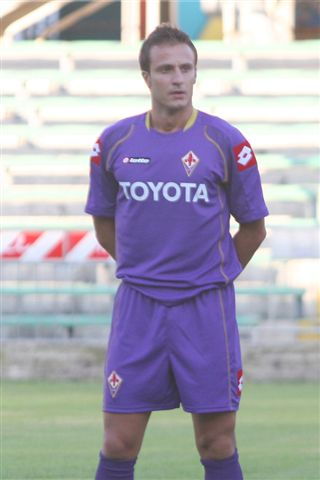
Альберто Джилардіно під час виступів за «Фіорентину». 2008 рік.

Своєю грою за останню команду привернув увагу представників тренерського штабу клубу «Парма», до складу якого приєднався 2002 року. Відіграв за пармську команду наступні три сезони своєї ігрової кар'єри. Більшість часу, проведеного у складі «Парми», був основним гравцем атакувальної ланки команди. У складі «Парми» був одним з головних бомбардирів команди, маючи середню результативність на рівні 0,52 голу за гру першості.
2005 року уклав контракт з клубом «Мілан», у складі якого провів наступні три роки своєї кар'єри гравця. Граючи у складі «Мілана» також здебільшого виходив на поле в основному складі команди. В новому клубі був серед найкращих голеодорів, відзначаючись забитим голом в середньому щонайменше у кожній третій грі чемпіонату. За цей час виборов титул переможця Ліги чемпіонів УЄФА, клубного чемпіона світу, ставав володарем Суперкубка УЄФА.
До складу клубу «Фіорентина» приєднався 2008 року. Відіграв за «фіалок» 118 матчів в національному чемпіонаті, в яких 48 разів вражав ворота суперників.
З 2011 по 2014 рік грав за «Дженоа» та «Болонью», після чого за 5 мільйонів євро досвідчений нападник перейшов до провідного китайського клубу «Гуанчжоу Евергранд». За півроку у Китаї забив 5 голів у 14 матчах місцевої першості.
26 січня 2015 року повернувся на батьківщину, приєднавшись на умовах оренди до добре йому відомої «Фіорентіни». Згодом виступав у Серії А за клуби «Палермо», «Емполі» та «Пескара», а завершив ігрову кар'єру 2017 року у клубі другого дивізіону «Спеція».

## Виступи за збірні

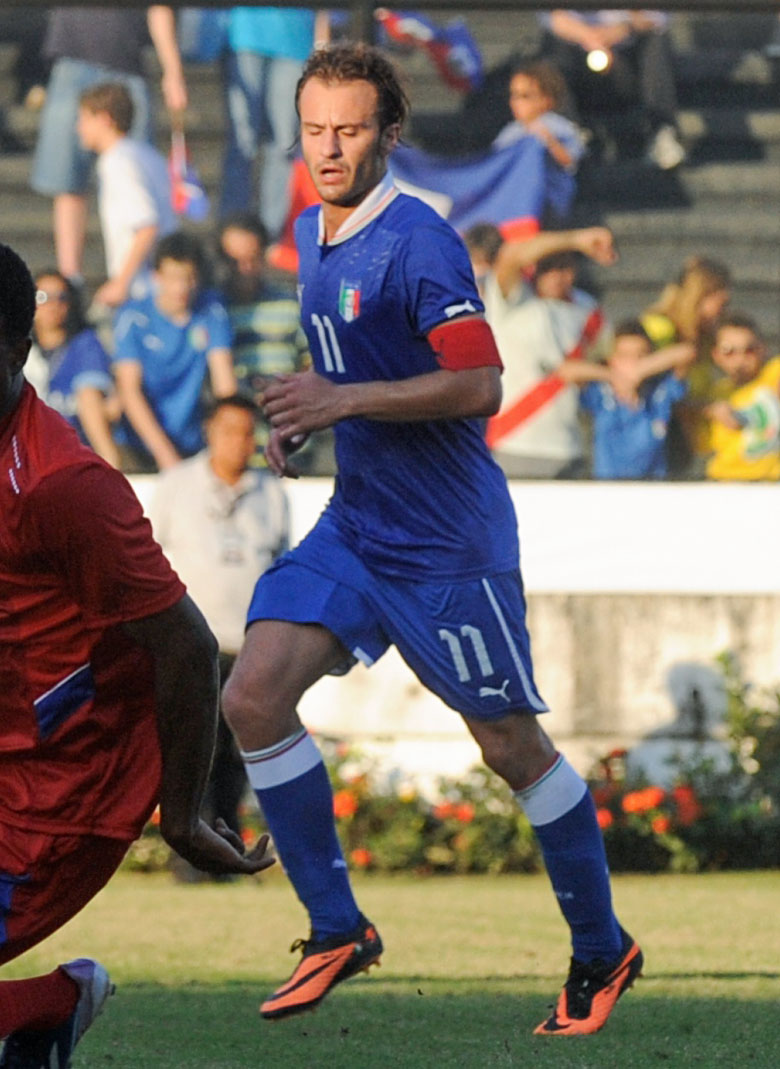
Альберто Джилардіно на Кубку конфедерацій 2013 року.

1998 року дебютував у складі юнацької збірної Італії, взяв участь у 15 іграх на юнацькому рівні (за збірні різних вікових категорій), відзначившись одним забитим голом.
Протягом 2000—2004 років залучався до складу молодіжної збірної Італії. На молодіжному рівні зіграв у 38 офіційних матчах, забив 22 голи. 2004 року захищав кольори олімпійської збірної Італії, яка на тогорічних Олімпійських іграх виборола бронзові нагороди.
2004 року дебютував в офіційних матчах у складі національної збірної Італії. Наразі провів у формі головної команди країни 47 матчів, забивши 17 голів. У складі збірної був учасником чемпіонату світу 2006 року у Німеччині, здобувши того року титул чемпіона світу, а також чемпіонату світу 2010 року у ПАР.
Пропустив Євро-2012 через низьку результативність у Серії А, але знову повернувся до збірної після гарного сезону за «Болонью» і склав ударний дует із Маріо Балотеллі на турнірі Кубку конфедерацій 2013 року у Бразилії, де здобув бронзові нагороди.
Восени 2013 року зіграв свої останні матчі за збірну, провівши всього за головну команду країни 57 ігор, в яких забив 19 голів.

## Тренерська кар'єра
У жовтні 2018 року призначений асистентом головного тренера аматорського клубу Серії D «Редзато» Луки Пріни, а 27 лютого 2019 року призначений головним тренером команди.
11 липня 2019 року він підписав контракт з «Про Верчеллі», командою, яка виступала в чемпіонаті Серії С, і таким чином вперше став тренером у професійній лізі. Команда посіла 14 місце в групі А, після чого Джилардіно покинув п'ємонтський клуб 21 липня 2020 року.
8 вересня того ж року він офіційно став новим тренером «Сієни», яка відновила свої виступи у Серії D. 11 січня 2021 року за взаємною згодою з тосканським клубом він розірвав угоду з командою, яка посідала 2-е місце, маючи на 2 гри менше за лідера. Рівно через місяць він повернувся на тренерську лаву тосканського клубу після невдалої спроби попрацювати з клубом Мар'янса Пахарса, який опустився на 8-е місце на 9 очок позаду лідера. Під керівництвом Джилардіно клуб завершив чемпіонат на 5 місці, тим не менш через розширення Серії С команда отримала підвищення. Однак 24 жовтня після домашньої нічиєї з «Пескарою» (1:1) і незважаючи на 6 місце в турнірній таблиці, клуб ухвалив рішення про звільнення тренера.
1 липня 2022 року було офіційно оголошено про його призначення новим головним тренером молодіжної команди «Дженоа». У жовтні він отримав ліцензію UEFA Pro, яка дозволяє тренувати команди вищого дивізіону, а 6 грудня 2022 року став тимчасовим тренером першої команди «Дженоа» замість звільненого Александера Блессіна.

## Статистика виступів

### Статистика клубних виступів
| Сезон                  | Команда                | Чемпіонат              | Чемпіонат | Чемпіонат | Національний кубок | Національний кубок | Національний кубок | Континентальні кубки | Континентальні кубки | Континентальні кубки | Інші змагання | Інші змагання | Інші змагання | Усього | Усього |
| Сезон                  | Команда                | Ліга                   | Ігор      | Голів     | Ліга               | Ігор               | Голів              | Ліга                 | Ігор                 | Голів                | Ліга          | Ігор          | Голів         | Ігор   | Голів  |
| ---------------------- | ---------------------- | ---------------------- | --------- | --------- | ------------------ | ------------------ | ------------------ | -------------------- | -------------------- | -------------------- | ------------- | ------------- | ------------- | ------ | ------ |
| 1999–00                | «П'яченца»             | A                      | 17        | 3         | -                  | -                  | -                  | -                    | -                    | -                    | -             | -             | -             | 17     | 3      |
| 2000                   | «П'яченца»             | B                      | 0         | 0         | КІ                 | 3                  | 2                  | -                    | -                    | -                    | -             | -             | -             | 3      | 2      |
| Усього за «П'яченцу»   | Усього за «П'яченцу»   | Усього за «П'яченцу»   | 17        | 3         |                    | 3                  | 2                  |                      | -                    | -                    |               | -             | -             | 20     | 5      |
| 2000–01                | «Верона»               | A                      | 22+2      | 3+0       | -                  | -                  | -                  | -                    | -                    | -                    | -             | -             | -             | 24     | 3      |
| 2001–02                | «Верона»               | A                      | 17        | 2         | КІ                 | 2                  | 1                  | -                    | -                    | -                    | -             | -             | -             | 19     | 3      |
| Усього за «Верону»     | Усього за «Верону»     | Усього за «Верону»     | 39+2      | 5+0       |                    | 2                  | 1                  |                      | -                    | -                    |               | -             | -             | 43     | 6      |
| 2002–03                | «Парма»                | A                      | 24        | 4         | КІ                 | 2                  | 1                  | КУ                   | 2                    | 0                    | -             | -             | -             | 28     | 5      |
| 2003–04                | «Парма»                | A                      | 34        | 23        | КІ                 | 2                  | 0                  | КУ                   | 4                    | 3                    | -             | -             | -             | 40     | 26     |
| 2004–05                | «Парма»                | A                      | 38+1      | 23+1      | КІ                 | 1                  | 0                  | КУ                   | 8                    | 1                    | -             | -             | -             | 48     | 25     |
| Усього за «Парму»      | Усього за «Парму»      | Усього за «Парму»      | 96+1      | 50+1      |                    | 5                  | 1                  |                      | 14                   | 4                    |               | -             | -             | 116    | 56     |
| 2005–06                | «Мілан»                | A                      | 34        | 17        | КІ                 | 3                  | 2                  | ЛЧ                   | 10                   | 0                    | -             | -             | -             | 47     | 19     |
| 2006–07                | «Мілан»                | A                      | 30        | 12        | КІ                 | 4                  | 2                  | ЛЧ                   | 11                   | 2                    | -             | -             | -             | 45     | 16     |
| 2007–08                | «Мілан»                | A                      | 30        | 7         | КІ                 | 1                  | 0                  | ЛЧ                   | 7                    | 2                    | СК + КЧС      | 1 + 1         | 0 + 0         | 40     | 9      |
| Усього за «Мілан»      | Усього за «Мілан»      | Усього за «Мілан»      | 94        | 36        |                    | 8                  | 4                  |                      | 28                   | 4                    |               | 2             | 0             | 132    | 44     |
| 2008–09                | «Фіорентина»           | A                      | 35        | 19        | КІ                 | 1                  | 0                  | ЛЧ + КУ              | 8 + 2                | 5 + 1                | -             | -             | -             | 46     | 25     |
| 2009–10                | «Фіорентина»           | A                      | 36        | 15        | КІ                 | 3                  | 0                  | ЛЧ                   | 9                    | 4                    | -             | -             | -             | 48     | 19     |
| 2010–11                | «Фіорентина»           | A                      | 35        | 12        | КІ                 | 1                  | 0                  |                      | -                    | -                    |               | -             | -             | 36     | 12     |
| 2011–12                | «Фіорентина»           | A                      | 12        | 2         | КІ                 | 1                  | 1                  |                      | -                    | -                    |               | -             | -             | 13     | 3      |
| 2011–12                | «Дженоа»               | A                      | 14        | 4         | КІ                 | 0                  | 0                  | -                    | -                    | -                    | -             | -             | -             | 14     | 4      |
| 2012–13                | «Дженоа»               | A                      | 0         | 0         | КІ                 | 1                  | 1                  | -                    | -                    | -                    | -             | -             | -             | 1      | 1      |
| 2012–13                | «Болонья»              | A                      | 36        | 13        | КІ                 | 1                  | 0                  | -                    | -                    | -                    | -             | -             | -             | 37     | 13     |
| 2013–14                | «Дженоа»               | A                      | 36        | 15        | КІ                 | 1                  | 1                  | -                    | -                    | -                    | -             | -             | -             | 37     | 16     |
| Усього за «Дженоа»     | Усього за «Дженоа»     | Усього за «Дженоа»     | 50        | 19        |                    | 2                  | 2                  |                      | -                    | -                    |               | -             | -             | 52     | 21     |
| 2014                   | «Гуанчжоу Евергранд»   | СЛ                     | 14        | 5         | КК                 | 1                  | 1                  | ЛЧ                   | 2                    | 0                    | СК            | 0             | 0             | 17     | 6      |
| 2014–15                | «Фіорентина»           | A                      | 14        | 4         | КІ                 | 0                  | 0                  | ЛЄ                   | 0                    | 0                    | -             | -             | -             | 14     | 4      |
| Усього за «Фіорентину» | Усього за «Фіорентину» | Усього за «Фіорентину» | 132       | 52        |                    | 6                  | 1                  |                      | 19                   | 10                   |               | -             | -             | 157    | 63     |
| 2015–16                | «Палермо»              | A                      | 33        | 10        | КІ                 | 1                  | 1                  | -                    | -                    | -                    | -             | -             | -             | 34     | 11     |
| 2016–17                | «Емполі»               | A                      | 14        | 0         | КІ                 | 2                  | 1                  | -                    | -                    | -                    | -             | -             | -             | 16     | 1      |
| 2016–17                | «Пескара»              | A                      | 3         | 0         | КІ                 | 0                  | 0                  | -                    | -                    | -                    | -             | -             | -             | 3      | 0      |
| 2017–18                | «Спеція»               | B                      | 16        | 6         | КІ                 | 0                  | 0                  | -                    | -                    | -                    | -             | -             | -             | 16     | 6      |
| Усього                 | Усього                 | Усього                 | 357+3     | 141+1     |                    | 24                 | 9                  |                      | 61                   | 18                   |               | 2             | 0             | 447    | 169    |

1. 1 2  Включаючи матчі плей-оф за право продовжувати виступи у Серії A.
2. ↑  Включаючи дві гри у третьому кваліфікаційному раунді.
3. ↑  Включаючи один гол у третьому кваліфікаційному раунді.
4. ↑  Дві гри на стадії плей-оф.
5. ↑  Один гол на стадії плей-оф.

### Статистика виступів за збірну
| Дата       | Місто          | Господарі         | Результат               | Гості             | Турнір                                       | Голи | Примітки   |
| ---------- | -------------- | ----------------- | ----------------------- | ----------------- | -------------------------------------------- | ---- | ---------- |
| 04/09/2004 | Палермо        | Італія            | 2 – 1                   | Норвегія          | Відбір до ЧС 2006                            | -    |            |
| 08/09/2004 | Кишинів        | Молдова           | 0 – 1                   | Італія            | Відбір до ЧС 2006                            | -    |            |
| 09/10/2004 | Цельє          | Словенія          | 1 – 0                   | Італія            | Відбір до ЧС 2006                            | -    |            |
| 13/10/2004 | Парма          | Італія            | 4 – 3                   | Білорусь          | Відбір до ЧС 2006                            | 1    |            |
| 09/02/2005 | Кальярі        | Італія            | 2 – 0                   | Росія             | товариський матч                             | 1    |            |
| 26/03/2005 | Мілан          | Італія            | 2 – 0                   | Шотландія         | Відбір до ЧС 2006                            | -    |            |
| 17/08/2005 | Дублін         | Ірландія          | 1 – 2                   | Італія            | товариський матч                             | 1    |            |
| 07/09/2005 | Мінськ         | Білорусь          | 1 – 4                   | Італія            | Відбір до ЧС 2006                            | -    |            |
| 08/10/2005 | Палермо        | Італія            | 1 – 0                   | Словенія          | Відбір до ЧС 2006                            | -    |            |
| 12/10/2005 | Лечче          | Італія            | 2 – 1                   | Молдова           | Відбір до ЧС 2006                            | 1    |            |
| 12/11/2005 | Амстердам      | Нідерланди        | 1 – 3                   | Італія            | товариський матч                             | 1    |            |
| 16/11/2005 | Женева         | Італія            | 1 – 1                   | Кот-д'Івуар       | товариський матч                             | -    |            |
| 01/03/2006 | Флоренція      | Італія            | 4 – 1                   | Німеччина         | товариський матч                             | 1    |            |
| 31/05/2006 | Женева         | Швейцарія         | 1 – 1                   | Італія            | товариський матч                             | 1    |            |
| 02/06/2006 | Лозанна        | Україна           | 0 – 0                   | Італія            | товариський матч                             | -    |            |
| 12/06/2006 | Ганновер       | Італія            | 2 – 0                   | Гана              | ЧС 2006 - 1-й етап                           | -    |            |
| 17/06/2006 | Кайзерслаутерн | Італія            | 1 – 1                   | США               | ЧС 2006 - 1-й етап                           | 1    |            |
| 22/06/2006 | Гамбург        | Чехія             | 0 – 2                   | Італія            | ЧС 2006 - 1-й етап                           | -    |            |
| 26/06/2006 | Кайзерслаутерн | Італія            | 1 – 0                   | Австралія         | ЧС 2006 - 1/8 фіналу                         | -    |            |
| 04/07/2006 | Дортмунд       | Німеччина         | 0 – 2 д.ч.              | Італія            | ЧС 2006 - 1/4 фіналу                         | -    |            |
| 02/09/2006 | Неаполь        | Італія            | 1 – 1                   | Литва             | Відбір до ЧЄ 2008                            | -    |            |
| 06/09/2006 | Париж          | Франція           | 3 – 1                   | Італія            | Відбір до ЧЄ 2008                            | 1    |            |
| 15/11/2006 | Бергамо        | Італія            | 1 – 1                   | Туреччина         | товариський матч                             | -    |            |
| 17/10/2007 | Сієна          | Італія            | 2 – 0                   | ПАР               | товариський матч                             | -    |            |
| 21/11/2007 | Модена         | Італія            | 3 – 1                   | Фарерські острови | Відбір до ЧЄ 2008                            | -    |            |
| 20/08/2008 | Ніцца          | Італія            | 2 – 2                   | Австрія           | товариський матч                             | 1    |            |
| 06/09/2008 | Ларнака        | Кіпр              | 1 – 2                   | Італія            | Відбір до ЧС 2010                            | -    |            |
| 11/10/2008 | Софія          | Болгарія          | 0 – 0                   | Італія            | Відбір до ЧС 2010                            | -    |            |
| 15/10/2008 | Лечче          | Італія            | 2 – 1                   | Чорногорія        | Відбір до ЧС 2010                            | -    |            |
| 19/11/2008 | Афіни          | Греція            | 1 – 1                   | Італія            | товариський матч                             | -    |            |
| 10/02/2009 | Лондон         | Бразилія          | 2 – 0                   | Італія            | товариський матч                             | -    |            |
| 10/06/2009 | Преторія       | Італія            | 4 – 3                   | Нова Зеландія     | товариський матч                             | 2    |            |
| 15/06/2009 | Преторія       | США               | 1 – 3                   | Італія            | Кубок Конфедерацій 2009 - 1-й етап           | -    |            |
| 21/06/2009 | Преторія       | Італія            | 0 – 3                   | Бразилія          | Кубок Конфедерацій 2009 - 1-й етап           | -    |            |
| 12/08/2009 | Базель         | Швейцарія         | 0 – 0                   | Італія            | товариський матч                             | -    |            |
| 09/09/2009 | Турин          | Італія            | 2 – 0                   | Болгарія          | Відбір до ЧС 2010                            | -    |            |
| 10/10/2009 | Дублін         | Ірландія          | 2 – 2                   | Італія            | Відбір до ЧС 2010                            | 1    |            |
| 14/10/2009 | Парма          | Італія            | 3 – 2                   | Кіпр              | Відбір до ЧС 2010                            | 3    |            |
| 14/11/2009 | Пескара        | Італія            | 0 – 0                   | Нідерланди        | товариський матч                             | -    |            |
| 03/06/2010 | Брюссель       | Італія            | 1 – 2                   | Мексика           | товариський матч                             | -    |            |
| 05/06/2010 | Женева         | Швейцарія         | 1 – 1                   | Італія            | товариський матч                             | -    |            |
| 14/06/2010 | Кейптаун       | Італія            | 1 – 1                   | Парагвай          | ЧС 2010 - 1-й етап                           | -    |            |
| 20/06/2010 | Мбомбела       | Італія            | 1 – 1                   | Нова Зеландія     | ЧС 2010 - 1-й етап                           | -    |            |
| 07/09/2010 | Флоренція      | Італія            | 5 – 0                   | Фарерські острови | Відбір до ЧЄ 2012                            | 1    |            |
| 17/11/2010 | Клагенфурт     | Румунія           | 1 – 1                   | Італія            | товариський матч                             | -    |            |
| 29/03/2011 | Київ           | Україна           | 0 – 2                   | Італія            | товариський матч                             | -    | кап.       |
| 07/06/2011 | Льєж           | Італія            | 0 – 2                   | Ірландія          | товариський матч                             | -    |            |
| 6/2/2013   | Амстердам      | Нідерланди        | 1 – 1                   | Італія            | товариський матч                             | -    | 71'        |
| 21/3/2013  | Женева         | Італія            | 2 – 2                   | Бразилія          | товариський матч                             | -    | 83'        |
| 26/3/2013  | Та-Калі        | Мальта            | 0 – 2                   | Італія            | Відбір до ЧС 2014                            | -    | 86'        |
| 31/5/2013  | Болонья        | Італія            | 4 – 0                   | Сан-Марино        | товариський матч                             | 1    | 50'        |
| 11/6/2013  | Ріо-де-Жанейро | Італія            | 2 – 2                   | Гаїті             | товариський матч                             | -    | кап. - 55' |
| 16/6/2013  | Ріо-де-Жанейро | Мексика           | 1 – 2                   | Італія            | Кубок Конфедерацій 2013 - 1-й етап           | -    | 86'        |
| 27/6/2013  | Форталеза      | Іспанія           | 0 – 0 д.ч. (7 - 6 п.п.) | Італія            | Кубок Конфедерацій 2013 - півфінал           | -    | 91'        |
| 30/6/2013  | Салвадор       | Італія            | 2 – 2 д.ч. (3 - 2 п.п.) | Уругвай           | Кубок Конфедерацій 2013 - матч за 3-тє місце | -    |            |
| 6/9/2013   | Палермо        | Італія            | 1 – 0                   | Болгарія          | Відбір до ЧС 2014                            | 1    |            |
| 11/10/2013 | Копенгаген     | Данія             | 2 – 2                   | Італія            | Відбір до ЧС 2014                            | -    | 82'        |
| Усього     |                | Матчів (37 місце) | 57                      |                   | Голів (13 місце)                             | 19   |            |

## Титули і досягнення
- Переможець Ліги чемпіонів УЄФА (1):

«Мілан»: 2006–07
- Володар Суперкубка УЄФА (1):

«Мілан»: 2007
- Клубний чемпіон світу (1):

«Мілан»: 2007
- Чемпіон Китаю (1):

«Гуанчжоу Евергранд»: 2014
Збірні
- Чемпіон світу (1): 2006
- Бронзовий призер Олімпійських ігор (1): 2004
- Чемпіон Європи (U-21): 2004